# Кромвель (фильм)
«Кромвель» (англ. Cromwell) — британский исторический кинофильм режиссёра Кена Хьюза. Приз Московского кинофестиваля 1971 года Ричарду Харрису за исполнение роли Кромвеля и премия «Оскар» за лучший дизайн костюмов 1971 года (Витторио Нино Новарезе).
Оператор фильма — Джеффри Ансуорт, дважды лауреат премии «Оскар» (1972 и 1980), лауреат 5 премий BAFTA.

## Сюжет
Сюжет фильма — события Английской революции 1642—1660 годов — противостояние короля Карла I и парламента, гражданская война в стране и восхождение честолюбивого военачальника Оливера Кромвеля к вершине власти — посту лорда-протектора, дающему ему абсолютную власть.

## В ролях
- Ричард Харрис — Оливер Кромвель (дублирует Зиновий Гердт)
- Алек Гиннесс — Карл I (дублирует Владимир Кенигсон)
- Роберт Морли — граф Манчестер
- Дороти Тьютин[англ.] — Генриетта Мария Французская
- Фрэнк Финлей — Джон Картер
- Тимоти Далтон — Руперт Пфальцский
- Патрик Уимарк — граф Страффорд
- Патрик Мэги — Хью Питер
- Найджел Сток — сэр Эдвард Хайд (дублирует Алексей Консовский)
- Чарльз Грей — граф Эссекс
- Майкл Джейстон — Генри Айртон
- Дуглас Уилмер — Томас Ферфакс
- Джеффри Кин — Джон Пим
- Энтони Мэй — Ричард Кромвель
- Стрэтфорд Джонс — Джон Брэдшо
- Иэн Маккаллок — Джон Хэмпден
- Патрик О'Коннелл — Джон Лилбёрн
- Джек Гуиллим — Джон Байрон